# Parafia Najświętszego Serca Jezusowego w Wiewiórczynie
Parafia Najświętszego Serca Jezusowego w Wiewiórczynie – parafia rzymskokatolicka, znajdująca się w archidiecezji łódzkiej, w dekanacie łaskim.

## Historia
Parafia została erygowana 31 VIII 1988 roku. W 1997 roku rozpoczęto budowę kościoła, który został poświęcony 10 września 2000 roku przez bpa Adama Lepę i konsekrowany 2 czerwca 2002 roku przez abpa Władysława Ziółka.
Do parafii należą wierni z:  Anielina, Łask ul. Lutomierska, Utrata, Wiejska, Wiewiórczyna, Wronowic, Wydrzyna.

## Proboszczowie
- Krzysztof Jałowiecki (od 2013)[2]